# Der Incal
Der Incal ist der Titel einer Comicserie des chilenischen Filmemachers Alejandro Jodorowsky und des französischen Comiczeichners Moebius (Jean Giraud). Der Zyklus Vor dem Incal (Bände 7 bis 12) wurde nicht von Moebius, sondern dem Serben Zoran Janjetov gezeichnet.

## Inhalt

### Der Incal
John Difool ist Privatdetektiv Klasse R in einer gigantischen Schachtstadt auf dem erdähnlichen Planeten Terra 21 der Humano-Galaxie. Nach einem misslungenen Auftrag erhält er von einem sterbenden Mutanten einen Incal, ein kleines Objekt in Form einer leuchtenden Pyramide. Außerirdische Berks, Mutanten und der Präsident des Planeten jagen nun nach dem Incal. In der Leichenverwertungsfabrik Techno-Town erreicht Difool den Schwarzen Incal, das Gegenstück. Nachdem Techno-Town zerfallen ist, übergibt Difool den Incal an Animah. Der von den Revoluzzern in der Stadt überrannte Präsident mutiert zu einer Nekro-Sonde, einer Tötungsmaschine. Er verfolgt Difool und seine Gefährten in den Untergrund. Dort treffen sie wieder auf Animah und wandern zum Sonnenherzen, dem spirituellen Mittelpunkt des Planeten. Die sieben Gefährten bilden nun ein Sternenschiff mit Soluna, Difools Sohn, als „Bewusstsein“.
Auf dem Wasserplaneten Aquaend bilden sie mutierte Riesenmedusen im Kampf gegen Tausende Schatten-Eier der Techno-Techniker aus. Gleichzeitig schafft es Difool, die Protokönigin im Berk-Reich zu befruchten. Der Techno-Zentograf hat sich auf dem Kriegsstern verschanzt und kann trickreich besiegt werden, danach wird Soluna zum neuen Oberhaupt der Galaxie befördert. Er regt an, in den Teta-Schlaf zu verfallen, nur so könne die Finsternis besiegt werden. 78 Billionen Lebewesen, die Nachkommen Difools, lehnen jedoch ab. Die Protokönigin Barbarah erscheint jedoch den hasserfüllten Jideiern und kann die Menge vom Teta-Schlaf überzeugen. In einer letzten spirituellen Reise begegnet Difool Orh, dem Erschaffer von Zeit und Raum. Dieser rät ihm, sich zu erinnern.

### Vor dem Incal
Der junge John Difool ist Sohn einer Prostituierten und eines Kleinkriminellen in der überfüllten Stadt auf Terra 2014. Befreundet mit einem Roboter wird er unfreiwillig zum Informanten und erhält eine Lizenz zum Privatdetektivanwärter Klasse R. Um Detektiv zu werden, müsste er allerdings noch ein ungelöstes Rätsel lösen. Er versucht herauszufinden, warum Prostituierte keine Kinder bekommen, und kann ermitteln, dass jene Babys zur Herstellung der Heiligenscheine der Aristo-Oberklasse benutzt werden und dabei sterben. Bei seiner Arbeit lernt er die Aristo Louz de Garra kennen und lieben. Er zeugt seinen Sohn Soluna bei der als Prostituierte getarnten Animah.

### Der letzte Incal
Als letzte Klonung des Präsidenten hat sich der metallische Mecha-Präsi durchgesetzt, der vom riesigen Benthacodon gelenkt wird. Es setzt einen Biofressvirus im ganzen Universum frei und will ein metallisches Zeitalter einläuten. So müssen alle Menschen in Metallwesen transformiert werden. Die reine Liebe zwischen John Difool und Louz de Garra könnte den Präsi besiegen und den Menschen die Biokörper wieder zurückgeben.

## Veröffentlichung
Der eigentliche Incal-Zyklus erschien zwischen 1981 und 1988 bei Les Humanoïdes Associés mit Zeichnungen von Moebius und Kolorierung von Yves Chaland (Band 1 und 2), Isabelle Beaumenay-Joannet (Band 3 und 4) und Zoran Janjetov (Band 5 und 6).
Im Anschluss erschien die Reihe Vor dem Incal (Avant L’Incal), die von Zoran Janjetov gezeichnet wurde. Darüber hinaus gibt es den Einzelband Nach der Katharsis mit Zeichnungen von Moebius. Die Weiterführung wurde aber abgesagt, da Jodorowsky nicht zufrieden war. Eine neue, nun dreiteilige Version wurde dann von José Ladrönn als Final Incal gezeichnet. Diese erschien von März 2009 bis 2014 auf Deutsch.

## Werk und Wirkung
Die Incal-Reihe ist typisch für die 1980er Jahre, sie breitet einen Genre- und Themenmix von Gesellschaftskritik und Esoterik, Science-Fiction und Krimi, Märchen und Abenteuer- sowie Liebesgeschichte aus. Außerdem ist sie voll mit kosmischem Irrsinn, die Windungen der Geschichte und die Unübersichtlichkeit des ausufernden Personals sind bezeichnend. Der Incal ist detailreich, schräg und beispiellos komisch. Ridley Scott hat sich durch diese Zukunftsvision bei seinem Film Blade Runner inspirieren lassen, Luc Besson bei Das fünfte Element.

## Die Ableger
Nach Der Incal befassten sich folgende Comicserien mit ähnlicher Thematik:
- Die Meta-Barone von Alejandro Jodorowsky und Juan Giménez
- Die Techno-Väter von Alejandro Jodorowsky, Zoran Janjetov und Fred Beltran